# Asian Boyz
Asian Boyz, или ABZ, — азиатская уличная преступная группировка, действующая на территории США. Банда была создана в начале 1990-х годов камбоджийской молодежью, её основателем считается Марвин «Скромник» Меркадо. Участниками банды в основном являются уроженцы Вьетнама, Камбоджи и Лаоса. Бандиты участвуют в производстве и транспортировке метамфетамина, MDMA,  марихуаны. Деятельность банды включает и другие преступления  — квартирные кражи, разбои, убийства.
Банда активна в Лос-Анджелесе, также её отделения существуют в штатах на Восточном побережье США. В Лос-Анджелесе некоторые группы Asian Boyz действуют вместе с Crips под названием ABZ Crips. На Западном побережье они, подобно Crips, предпочитают синий цвет в одежде. Однако, «ABZ Crips» распространены главным образом на восточном побережье США. На Восточном побережье цвета одежды бандитов темно-зеленые, черные, желтые. «Азиатские парни» также имеют татуировку головы дракона.
В августе 1997 года один из лидеров «азиатских парней» был арестован в Пномпене, Камбоджа, и возвращен США, после бегства из страны в январе того же года. Он требовался банде для того, чтобы совершить пять убийств в Долине Сан-Фернандо Лос-Анджелеса в 1995 году. 20 сентября 1998 года семеро «азиатских парней» были обвинены в семи убийствах, 18 покушениях на убийство и пяти эпизодах заговора с целью совершения убийства в Ван-Найсе, Калифорния в 1995 году.